# Кладбище советских военнопленных (Замбрув)
Кладбище советских военнопленных (пол. Cmentarz jeńców radzieckich) — мемориальное кладбище, находящееся на улице Мазовецкой в городе Замбрув, Польша. Кладбище внесено в реестр исторических памятников Подляского воеводства (№ A-423/91).

## История
Кладбище было основано в XIX веке как православный некрополь российского военного гарнизона. В это же время на кладбище была построена деревянная православная часовня. В 20-е годы XX столетия, после окончания советско-польской войны, часовня и большинство надгробий были разрушены. Во время Второй мировой войны, начиная с осени 1941 года, кладбище использовалось для захоронений в братских могилах советских военнопленных, погибших от истощения и эпидемий (дизентерия, сыпной тиф) в расположенном поблизости немецком лагере для военнопленных Stalag XII-E.
В 60-е годы XX столетия кладбище было приведено в порядок. Надгробия были размещены в 12 симметричных кварталах.
На кладбище были также похоронены останки 53 советских военнослужащих 3 Армии 2 Белорусского фронта, погибших во время битвы за Замбрув в августе 1944 года. Первоначально их могилы находились в сквере на пересечении улиц Костельной и Костюшко (Kościelnej i Kościuszki).
С 1966 по 1974 из окрестных деревень были перезахоронены останки ещё 15 советских военнослужащих, погибших в августе 1944 года: 27.12.1966 — 2 человека из Высоке-Мазовецке; 11.04.1967 — 2 человека из Лосе-Доленги; 30.10.1967 — 2 человека из Конопки-Козики; 03.11.1967 — 6 человек из ГРН Хлебетки; 09.11.1967 — 1 человек из Шелиги-Старе и 2 человека из Конопки-Козики; 10.04.1974 — 1 человек из Врубле-Анишево.
В 90-е годы XX столетия на кладбище был установлен памятник Советским воинам, ранее находившийся в центре Замбрува. В это же время на кладбище в двух безымянных могилах были похоронены останки командиров и курсантов лётной школы 86 стрелковой дивизии Красной Армии, погибших в июне 1941 года.
На главной аллее кладбища находится обелиск с пятиконечной звездой, на котором размещена надпись на польском языке:

«Tu spoczywa ponad 12 tysięcy żołnierzy Armii Radzieckiej wymordowanych w obozie jeńców w Zambrowie przez okupanta hitlerowskiego w okresie II wojny światowej. Cześć i chwała poległym za wolność i socjalizm — społeczeństwo Zambrowa w 19 rocznice wyzwolenia».
(Здесь почивают около 12 тысяч солдат Советской Армии, замученных в лагере для военнопленных в Замбруве гитлеровским оккупантом во время II мировой войны. Честь и слава погибшим за свободу и социализм — общественность Замбрува в 19 годовщину освобождения).

В октябре 2010 года был проведён первый этап реконструкции кладбища, прежний памятник был снесён, а на его месте был возведён новый обелиск высотой 2,9 метра. Его цоколь отделан гранитными плитами и увенчан красной звездой. У подножия памятника установлен массив в память погребённых в некрополе. Двенадцать существующих квадратов объединены в два и расположены по обе стороны памятника.
В 2011 году был запланирован 2-й этап реконструкции, с выполнением новых аллей и благоустройством зелёных насаждений. В связи с ухудшением российско — польских отношений завершение реконструкции находится под вопросом.
Статистика
Общее количество могил — 2, захоронено всего — 12 078, захоронено известных — 0, захоронено неизвестных — 12 078.